# Лідія Родителєва-Процик
Лідія Родителєва-Процик (11 травня 1949, с. Пустогород, Глухівський район, Сумська область, Українська РСР — 18 листопада 2024, м. Глухів, Шосткинський район, Сумська область, Україна) — українська поетеса.

## Життєпис
Народилася 11 травня 1949 року в селі Пустогород Глухівського району (з 2019 р. - в складі Есманської селищної громади Шосткинського району) Сумської області. Була професійною закрійницею. У 1980-х рр. працювала бібліотекаркою Пустогородської сільської бібліотеки. Ще у випускному класі почала писати вірші. За життя видала дві книги. 
Через обстріли ворогом рідного села в серпні 2024 року переїхала до м. Глухова. 18 листопада 2024 року внаслідок російської атаки дронами у гуртожиток в місті Глухів загинуло 12 людей, серед яких була і поетеса Лідія Родителєва-Процик.

## Творчість
В 2007 році у світ вийшла перша збірка ліричних віршів Лідії Родителєвої-Процик «Від серця — до серця», у 2019 — друга книга «Стежками долі». Її поезія повсякчас друкувалася в місцевих газетах та літературних альманахах, а глухівська композиторка Марія Воропай створила декілька пісень на вірші поетеси.